# Death on the Road
Death on the Road – koncert Iron Maiden, który odbył się końcem listopada 2003 roku w Westfalenhallen, w Dortmundzie. Obraz zmontował sam Steve Harris, natomiast miksowaniem dźwięku zajął się Kevin "Caveman" Shirley. Oprócz występu na krążku znajduje się również film dokumentalny o Żelaznej Dziewicy ukazujący kulisy pracy nad Dance of Death, wywiady z muzykami, teledyski i galerie zdjęć.

## Lista utworów

### CD 1
1. "Wildest Dreams" – 4:51
2. "Wrathchild" – 2:49
3. "Can I Play with Madness" – 3:30
4. "The Trooper" – 4:12
5. "Dance of Death" – 9:23
6. "Rainmaker" – 4:01
7. "Brave New World" – 6:09
8. "Paschendale" – 10:17
9. "Lord of the Flies" – 5:06

### CD 2
1. "No More Lies" – 7:49
2. "Hallowed Be Thy Name" – 7:31
3. "Fear of the Dark" – 7:28
4. "Iron Maiden" – 4:50
5. "Journeyman" – 7:02
6. "The Number of the Beast" – 4:57
7. "Run to the Hills" – 4:26

## Pozycje na listach
| Lista | Kraj   | Pozycja |
| ----- | ------ | ------- |
| OLiS  | Polska | 26      |